# Bolivia ai VII Giochi olimpici invernali
La Bolivia partecipò ai VII Giochi olimpici invernali, svoltisi a Cortina d'Ampezzo, Italia, dal 26 gennaio al 5 febbraio 1956, con una delegazione di 1 atleta impegnati in una disciplina.

## Risultati

### Sci alpino
| Atleta      | Gara                     | Tempo Totale | Pos. |
| ----------- | ------------------------ | ------------ | ---- |
| René Farwig | Slalom gigante maschile  | 4'15"0       | 75°  |
| René Farwig | Slalom speciale maschile | Squal.       | -    |